# Osteuropäische Tafel

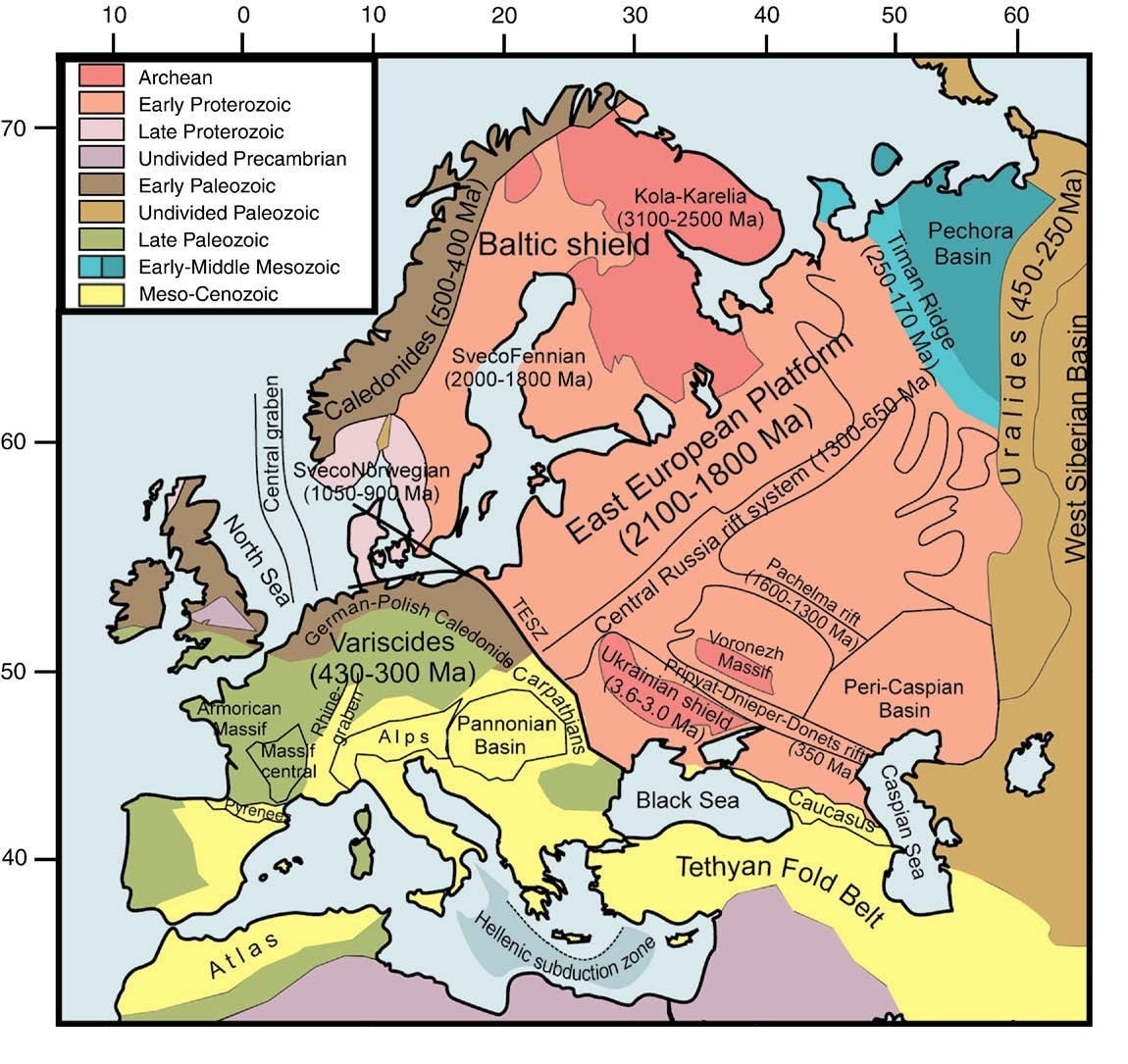
Vereinfachte tektonische Karte Europas, Osteuropäische Tafel in Orange (East European Platform).

Die Osteuropäische Tafel (auch Osteuropäische Plattform,  Russische Tafel oder Russische Plattform genannt) ist der von phanerozoischen Sedimenten bedeckte Teil des Osteuropäischen Kratons (Fennosarmatia, Baltica). Sie nimmt den Großteil Osteuropas ein und entspricht geographisch ungefähr dem Osteuropäischen Tiefland.

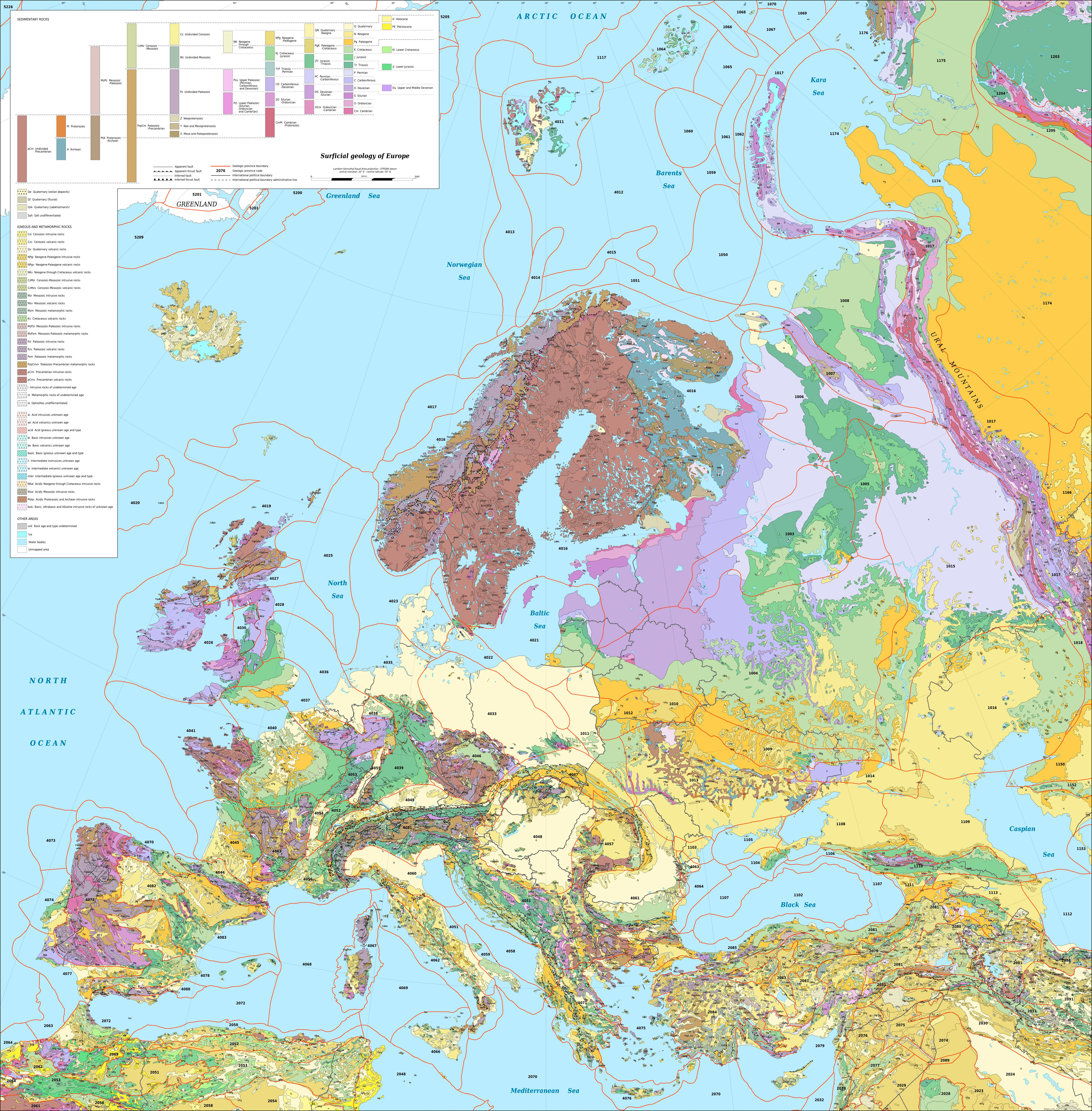
Geologische Karte Europas. Die Osteuropäische Tafel ist gekennzeichnet durch eine vergleichsweise einfache Geologie mit breiten Ausbissen paläozoischer (violettöne), mesozoischer (grüntöne) und känozoischer (gelbtöne) Gesteine.

## Physische Geographie

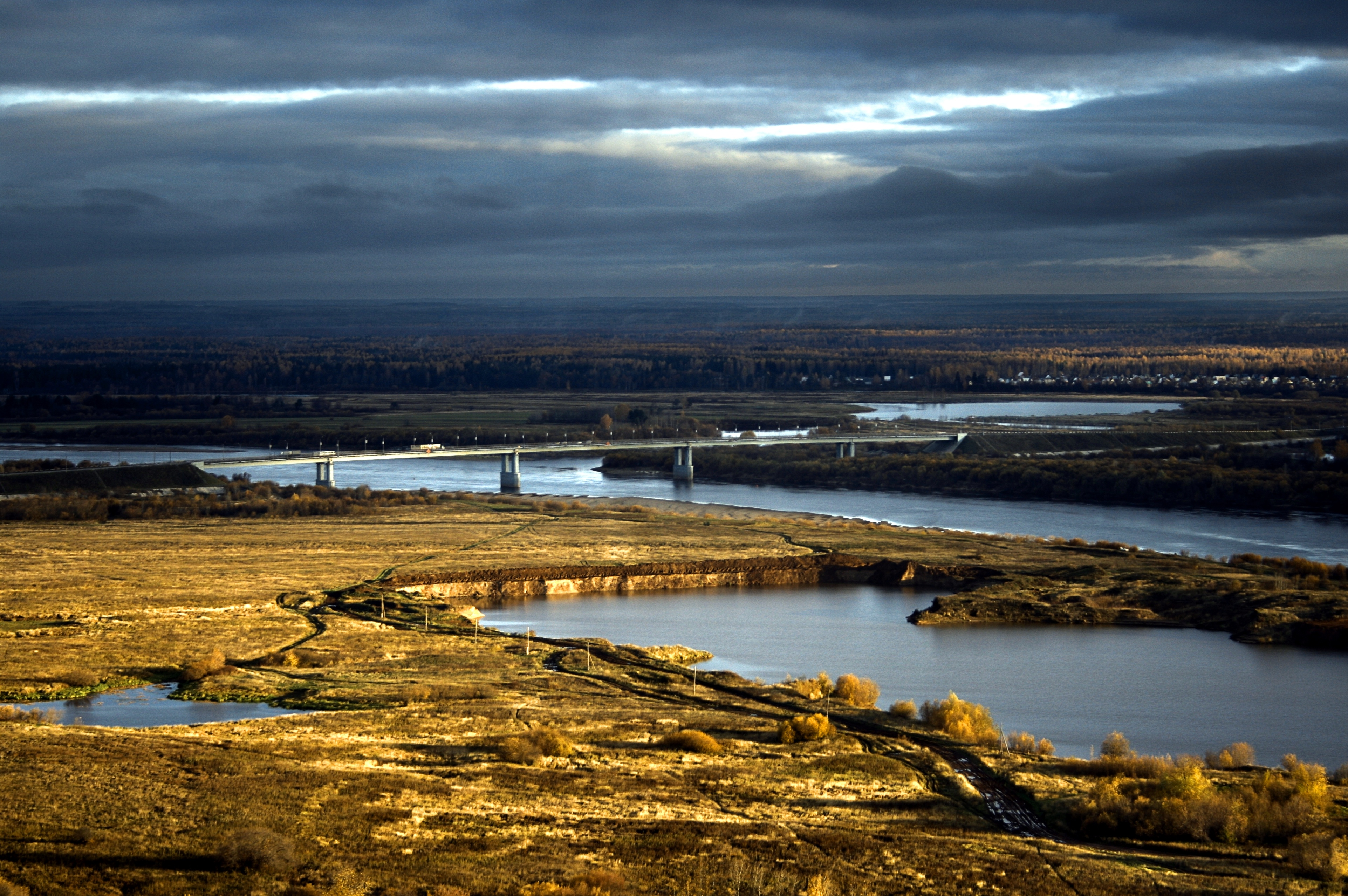
Blick über eine eher reliefarme Landschaft der Osteuropäischen Tafel, die Wjatkaniederung bei Kirow. In diesem Teil der Tafel dominieren terrestrische Sedimente des Perms.

Die Osteuropäische Tafel erstreckt sich von der südöstlichen Ostsee, dem südlichen Ufer des Ladoga- und Onegasees sowie dem arktischen Kontinentalhang im Norden bis zum Schwarzen Meer, zum Kaukasus und zum Kaspischen Meer im Süden sowie ungefähr von der Weichsellinie und dem Karpatenvorland im Westen bis zum Ural im Osten. Im Gegensatz zum Osteuropäischen Tiefland reicht sie jedoch nicht auf den östlichen Balkan und in den Osten Fennoskandinaviens hinein. Im Südwestteil der Tafel liegt der nur relativ unvollständig zutage tretende Podolische Schild. Der Südrand der Tafel überlappt mit dem Nordrand der östlichen Paratethys.
Die Osteuropäische Tafel ist charakterisiert durch eher schwach reliefiertes Terrain mit Höhenunterschieden von meist kaum mehr als 100 Metern und absoluten Höhen von selten mehr als 200 Metern über dem Meeresspiegel. Ein größerer, im Kartenbild auffälligerer Höhenzug ist der Timanrücken im Nordosten der mehr als 450 Meter über den Meeresspiegel aufragt. Dieser ist jedoch nicht aus Tafelsedimenten aufgebaut, sondern repräsentiert einen alten Faltengürtel. Er ist damit dem Ural strukturell ähnlicher als der übrigen Osteuropäischen Tafel. Der Bereich zwischen Timanrücken und nördlichem Ural wird Petschora-Becken genannt. Die niedrigsten Punkte finden sich in den bisweilen brettebenen, hunderte Kilometer breiten Niederungen, die von den großen Flüssen aufgeschüttet wurden. Die drei größten sind Wolga, Don und Dnepr.

## Geologie

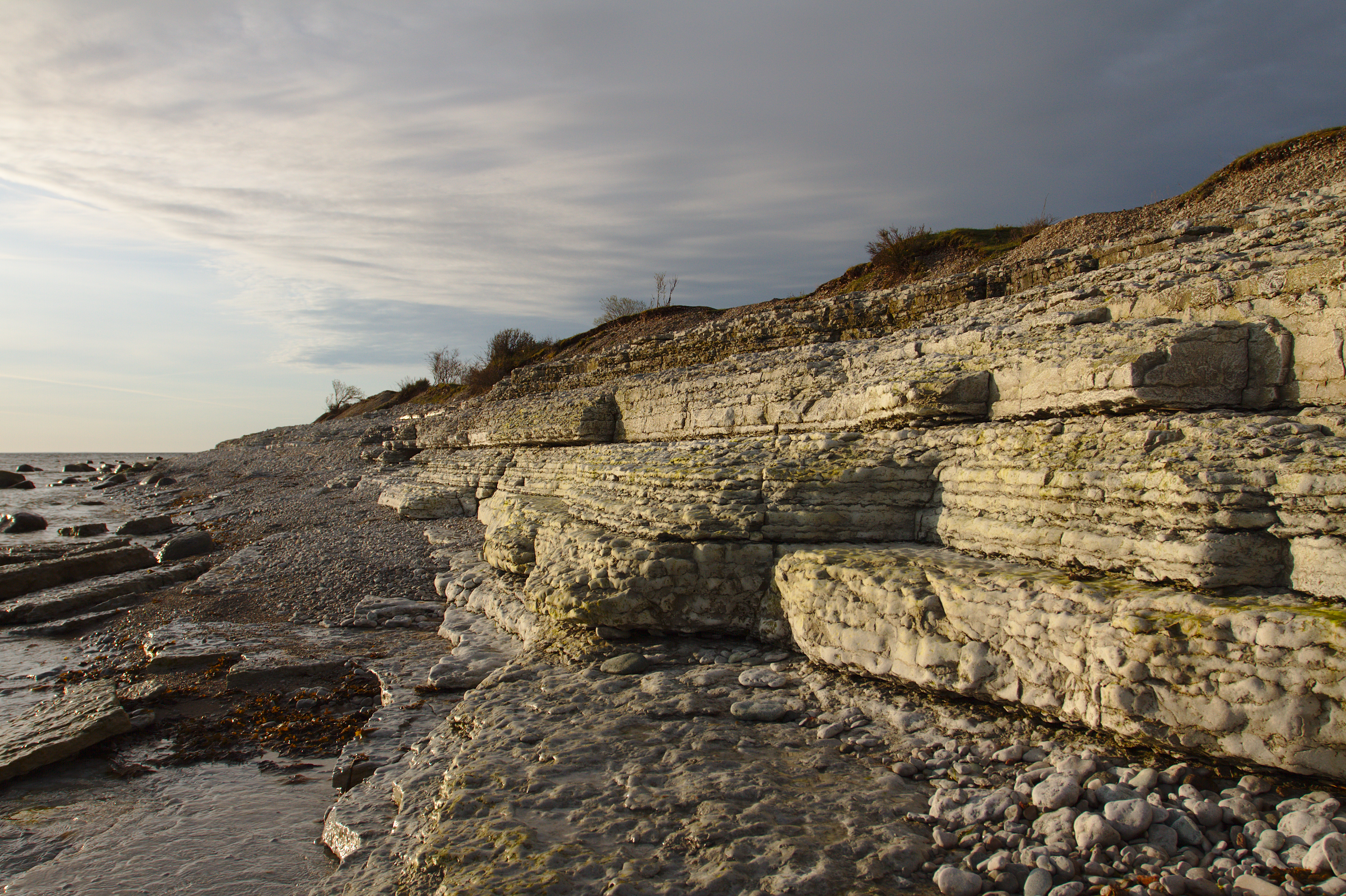
Steilufer an der Küste von Osmussaar (Estland) mit marinen Kalksteinen des Ordoviziums. Ähnlich alte, oberflächlich anstehende Sedimente in Mitteleuropa sind stets gefaltet und bisweilen auch metamorph.

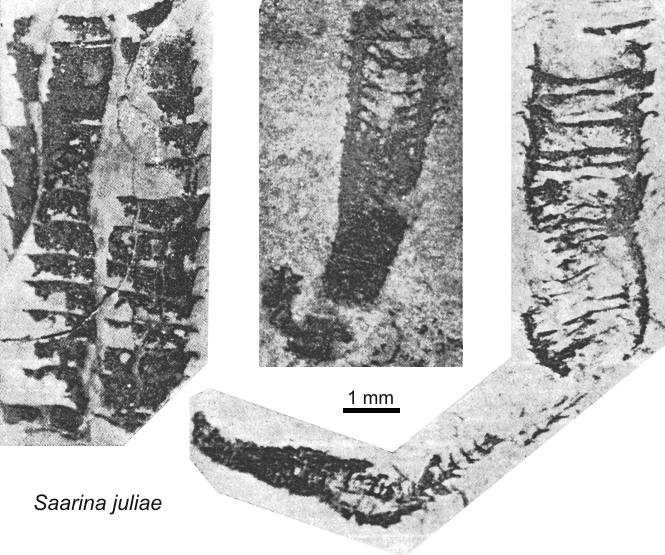
Saarina juliae, ein Fossil unsicherer Zuordnung, das den ältesten Sedimenten der Osteuropäischen Tafel, dem Vendium, entstammt

Im Gegensatz zum Baltischen Schild, auf dem das tektonisch stark beanspruchte Kristallin des präkambrischen Grundgebirges des Osteuropäischen Kratons offen zutage tritt, sind diese Kristallingesteine auf der Osteuropäischen Tafel von faktisch ungefalteten phanerozoischen Sedimenten überdeckt. Dabei nimmt das Alter der oberflächlich ausstreichenden Sedimente von Norden nach Süden und von Westen nach Osten tendenziell ab. Anders als im südlichen Mitteleuropa oder in Westeuropa, jedoch ganz ähnlich wie auf der Interior Platform des östlichen Nordamerikas, ändert sich dabei die Oberflächengeologie in vielen Regionen der Osteuropäischen Tafel über viele hunderte von Kilometern kaum.
Die Sedimentmächtigkeiten des Deckgebirges richten sich nach der Morphologie bzw. Subsidenz des kratonalen Grundgebirges. Hierbei werden sogenannte Syneklisen, d. h. großmaßstäbige Depressionen im Grundgebirge bzw. relativ stark subsidente Bereiche mit höherer Deckgebirgsmächtigkeit (z. B. die Baltisch-Weißrussische Syneklise und die Moskauer Syneklise), von Anteklisen, Aufwölbungen (Schwellen, „Uplifts“) des Grundgebirges mit verringerter Mächtigkeit des Deckgebirges, unterschieden (z. B. Woronesh-Anteklise).
Aufgrund ihrer von ungefalteten Sedimenten dominierten Geologie ist die Osteuropäische Tafel relativ arm an wertvolleren (metallischen) Bodenschätzen, denn diese reichern sich bevorzugt durch magmatische und metamorphotische Prozesse an. Bezeichnenderweise liegen die Lagerstätten der Kursker Eisenerzprovinz (Woronesh-Anteklise) größtenteils im Grundgebirge. In den eigentlichen Tafelsedimenten gibt es bedeutendere Lagerstätten nur dort, wo die Subsidenz des Kratons und damit auch die Sedimentakkumulationsraten relativ hoch waren und die Sedimentmächtigkeiten heute entsprechend hoch sind. So finden sich Steinkohlelagerstätten im Raum Workuta im Petschora-Becken sowie im Donezbecken, dem großen Kohlerevier im Osten der Ukraine und angrenzenden Teilen Russlands. Auch Erdöl und Erdgas finden sich im westlichen Uralvorland („Cis-Ural“ russ.: Приурал ‚Pri-Ural‘), speziell in der Timan-Petschora-Region, sowie in der Kaspischen Senke. Ebenfalls im Cis-Ural vertreten sind größere Stein- und Kalisalzlagerstätten. Nur noch von historischer Bedeutung sind die sedimentären Kupfervorkommen („Kupfersandstein“) des Cis-Ural, zum Beispiel der Kargaly-Distrikt im Raum Orenburg.
Daneben enthalten die Tafelsedimente der Osteuropäischen Plattform zahlreiche bedeutende Fossilienfundstellen. Dazu gehören beispielsweise die vendischen und frühkambrischen Lokalitäten mit frühen komplexen Mehrzellern (Metazoen), Fundstellen silurischer und damit sehr früher Knochenfische und devonischer Tetrapodomorpha (sogenannter „Fischapoden“, wie Panderichthys und Eusthenopteron) im Norden und Westen der Tafel, sowie zahlreiche bedeutende Lokalitäten mit Amnioten des Perms und der frühen Trias weiter im Süden und/oder Osten, darunter der älteste Archosaurier Archosaurus rossicus aus dem Oberperm von Wjasniki (Moskauer Syneklise) oder der große Pareiasaurier Scutosaurus karpinskii aus dem Oberperm der Gegend um Kotlas (Mesen-Syneklise). Der Kupfersandstein des Cis-Ural besaß schon Mitte des 19. Jahrhunderts Bedeutung als Fundhorizont permischer Landwirbeltiere.